# Хусина
Хусина (слч. Husiná) насељено је мјесто са административним статусом сеоске општине (слч. obec) у округу Римавска Собота, у Банскобистричком крају, Словачка Република.

## Становништво
| Година:    | 1994. | 2004.    | 2014.   | 2024. |
| ---------- | ----- | -------- | ------- | ----- |
| Број људи: | 453   | 505      | 545     | 545   |
| Разлика:   |       | +11,47 % | +7,92 % | +0 %  |

| Година:    | 2023. | 2024.   |
| ---------- | ----- | ------- |
| Број људи: | 544   | 545     |
| Разлика:   |       | +0,18 % |

Према подацима о броју становника из 2011. године насеље је имало 538 становника.